# 平羌郡
平羌郡，中国南北朝时设置的郡。
北周保定元年（561年）设置平羌郡, 属嘉州，治平羌县（今四川乐山市东）。辖境相当今四川省乐山市、峨眉山市一带。下辖平羌县。隋文帝开皇三年（583年）废平羌郡，平羌县直属嘉州。